# Nené (futbolista nacido en 1996)
Feliciano João Jone (Chimoio, 15 de noviembre de 1996) es un futbolista mozambiqueño que juega en la demarcación de centrocampista para el Associação Black Bulls del Campeonato mozambiqueño de fútbol.

## Selección nacional
Hizo su debut con la selección de fútbol de Mozambique en un partido de la Copa COSAFA 2017 contra Seychelles que finalizó con un resultado de 1-2 tras el gol de Roddy Melanie para Seychelles, y de Stélio Teca y João Simango para Mozambique.

## Clubes
| Club                   | País       | Año       | Partidos | Goles |
| ---------------------- | ---------- | --------- | -------- | ----- |
| GDR Textáfrica         | Mozambique | 2015-2017 |          |       |
| CD Costa do Sol        | Mozambique | 2018-2021 | 67       | 3     |
| Associação Black Bulls | Mozambique | 2022-     | 42       | 7     |